# Судовий процес

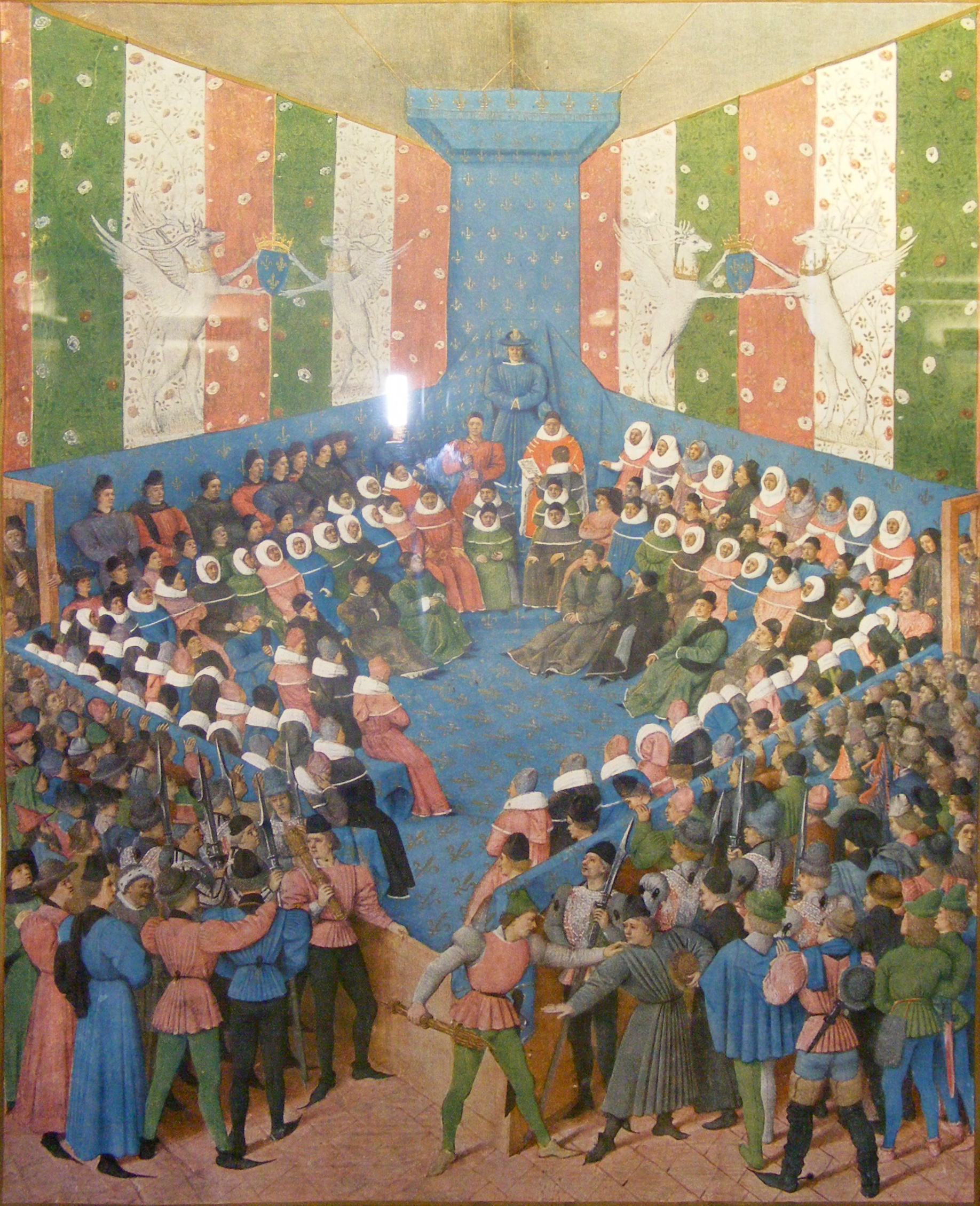
Судовий процес над Жаном II Алансонським, жовтень 1458 року.

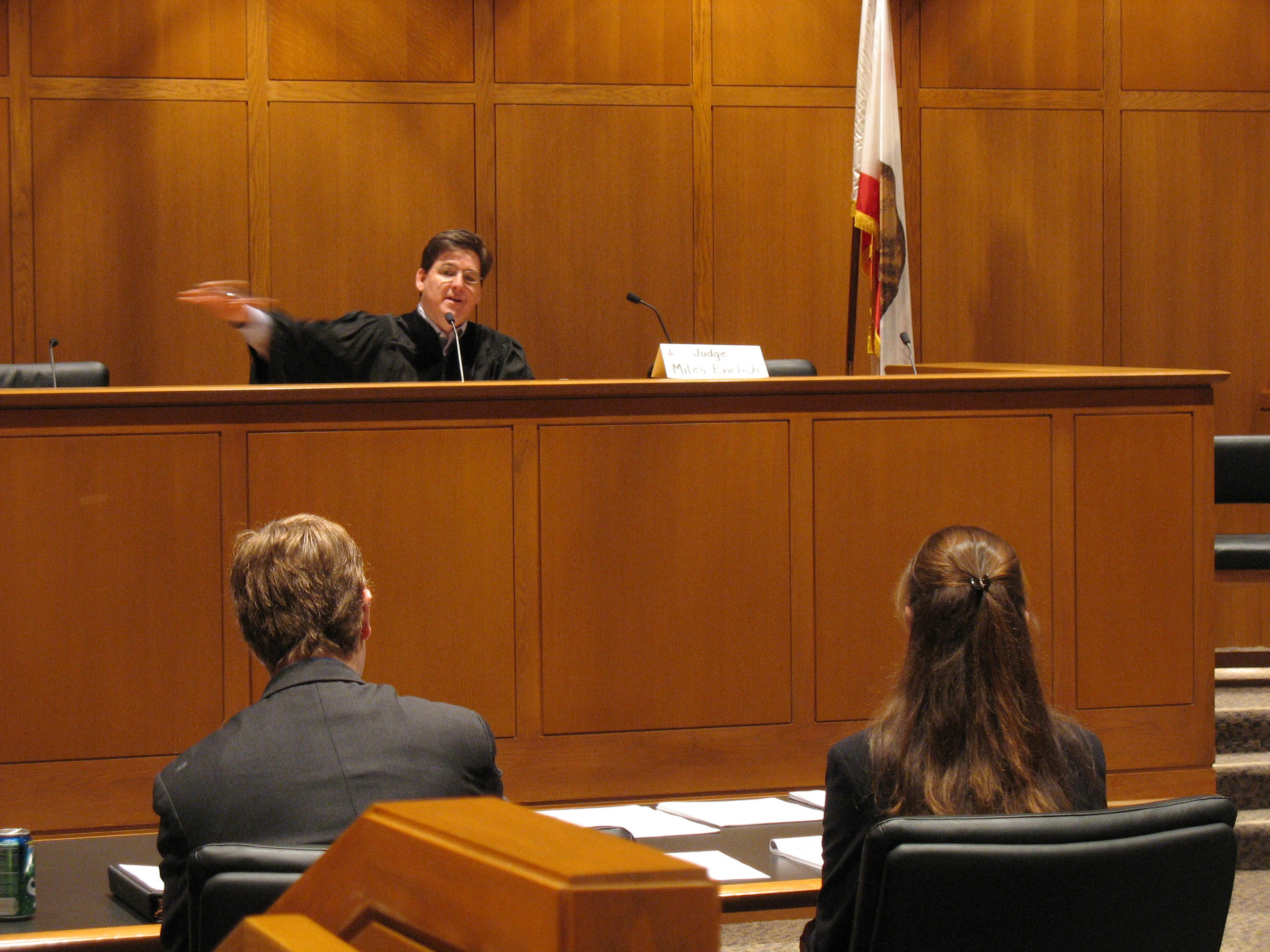
Судовий процес в Каліфорнії. Суддя сидить попереду.

У праві, судовий процес — це об'єднання сторін для обговорення, диспутів та представлення інформації (у формі  доказів) у трибуналі, офіційній установі з особами, що мають повноваження для юридичного розгляду претензій або спорів. Однією з форм трибуналу є суд. Трибунал, який може відбуватись перед суддями, судом присяжних або іншими особи, призначеними для юридичного розгляду фактів, має на меті досягнення вирішення спору різних сторін. В останні роки отримують розвиток дистанційні судові провадження, відеоконференції в судових процесах.

## Види судових процесів за пошуком факту
Якщо судовий процес проводиться перед групою членів громади, його називають суд присяжних. Якщо судовий розгляд проводиться виключно перед суддею, це називається судовий розгляд.
Слухання у адміністративних органах можуть мати багато особливостей судового розгляду в суді, але зазвичай вони не називаються судовими процесами.
Апеляційне провадження також взагалі не вважається судовим процесом, оскільки таке провадження зазвичай обмежується переглядом доказів, поданих до суду першої інстанції, і не допускає введення нових доказів.

## Види судових процесів за типами спору
Судові процеси також можна розділити за типом спору.

### Кримінальний процес

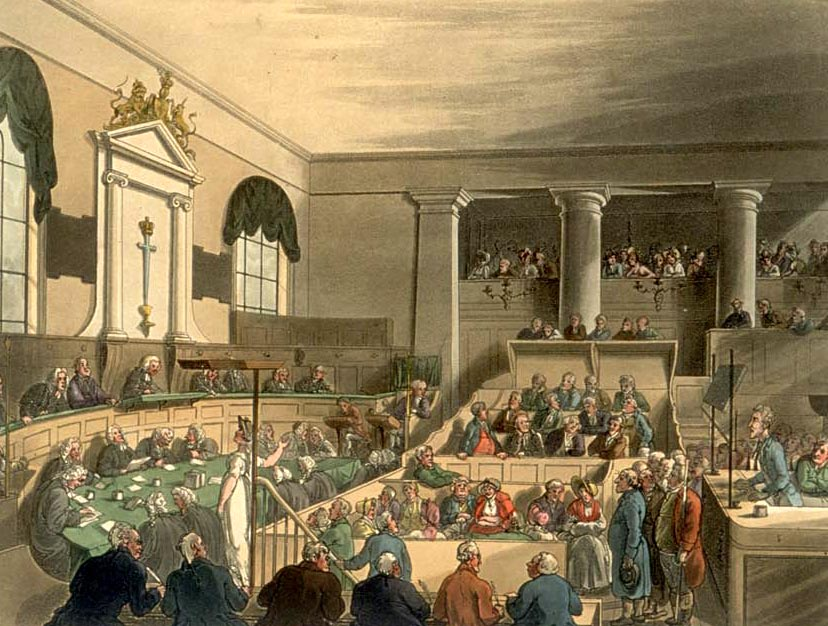
Олд-Бейлі в Лондоні (1808) був місцем для більш ніж 100 000 кримінальних процесів між 1674 і 1834 рр.

Кримінальний процес покликаний вирішити законність звинувачення, висунуте (як правило урядом) проти особи, звинуваченої в злочині. У системах загального права більшість кримінальних відповідачів мають право на судовий розгляд присяжних. Оскільки держава намагається використати свою владу, щоб позбавити обвинуваченого життя, свободи або майна, права відповідача, які йому надаються, є, як правило, широкими. Правила кримінального процесу передбачають правила кримінального судочинства.

### Цивільний судовий процес
Судовий процес у  цивільному праві, як правило, передбачається для вирішення позову чи цивільних позовів, які не є кримінальними. У деяких країнах уряд може подати до суду і бути відповідачем у цивільному судовому процесі. Правила цивільного процесуального права передбачають правила для цивільних судових процесів.

### Адміністративне слухання та судовий процес
Незважаючи на те, що адміністративні слухання зазвичай не розглядаються як судові процеси, вони зберігають багато елементів, знайдених у більш «формальних» установах судового розгляду. Коли суперечка переходить до судового режиму, вона називається адміністративним судом, що переглядає адміністративне слухання, залежно від юрисдикції. Види спорів, які розглядаються в цих слуханнях, регулюються адміністративним законодавством і доповнюються цивільне правом.

### Трудові судові процеси
Трудове право — це сукупність законів, адміністративних постанов і прецедентів, які стосуються юридичних прав і обмежень на трудящих і їхніх організацій. Таким чином, воно опосередковує багато аспектів відносин між профспілками, роботодавцями та працівниками. У Канаді закони про зайнятість, пов'язані з роботою на об'єднаннях, відрізняються від тих, що стосуються окремих осіб. Однак у більшості країн подібне розрізнення не робиться. Проте, існує дві широкі категорії трудового законодавства. По-перше, колективне трудове право стосується тристоронніх відносин між працівником, роботодавцем і об'єднанням. По-друге, індивідуальне трудове право стосується прав працівників на роботі та договору на роботу. Робочий рух відігравав важливу роль у прийнятті законів про захист трудових прав у ХІХ та ХХ століттях. Трудові права були невід'ємною частиною соціально-економічного розвитку після промислової революції.

## Форми судового процесу
Існують дві головні системи для судових процесів:
- Змагальна —процесуальний режим, який є сукупністю організаційних та функціональних правових положень, що передбачає таку побудову процесу з'ясування обставин кримінального провадження та його вирішення, щоб сторони кримінального провадження та потерпілий могли скористатися достатньою сукупністю процесуальних засобів задля представлення, доказування своїх правових позицій, спростування інших правових позицій, а суд на підставі цього був спроможний законно та справедливо вирішити правовий спір по суті, максимально врахувавши та знайшовши при цьому оптимальний баланс між усіма приватними та суспільними інтересами.
- Розшукова — правова система, де суд або частина суду бере активну участь у розслідуванні фактів справи, на відміну від змагальної системи, де роль суду полягає, насамперед, у ролі неупередженого арбітра між обвинуваченням і захисником. Розшукові системи використовуються в основному в країнах з романо-германською системою права на відміну від загального права. Країни, що використовують загальне право, включаючи Сполучені Штати Америки, можуть використовувати розшукову систему для коротких слухань у випадку проступку, такого як незначне порушення правил дорожнього руху. Різниця між змагальною та розшуковою системою теоретично не пов'язана з розрізненням між романо-германською правовою системою та системою загального права.

## Інші види судових процесів
Деякі інші види процесів вирішення конфліктів також виражаються як судові. Наприклад, Конституція США вимагає, щоб імпічмент Президента, судді або іншої федеральної посадової особи  Палати представників може здійснитись лише шляхом судового розгляду в Сенаті США.
Ще раніше суперечки часто вирішувалися через ордалію, де сторони повинні були терпіти фізичні страждання, щоб довести свою праведність; або через судовий поєдинок, в якому переможець фізичної боротьби вважався праведним у своїй справі.